# Wasserkraftwerk Pullach
Das Kraftwerk Pullach ist ein Laufwasserkraftwerk an der Isar.
Das 1904 eröffnete Kraftwerk liegt bei Pullach im oberbayerischen Landkreis München. 
Das Wasserkraftwerk wird nicht direkt aus der Isar gespeist, sondern von dem bei Buchenhain ausgeleiteten etwa 12 km langen Isar-Werkkanal, der bei der Braunauer Eisenbahnbrücke wieder in die Isar mündet.
Um den Ausflugsfloßen, die von Wolfratshausen nach München verkehren, die Durchfahrt des Kanals zu ermöglichen, gibt es am Kraftwerk eine etwa 100 Meter lange Floßrutsche.
Die elektrische Leistung des Kraftwerks beträgt 4,1 Megawatt. 

## Geschichte
Das Kraftwerk war nach dem in Höllriegelskreuth das zweite der Isarwerke GmbH, die 1894 von dem Münchner Bauunternehmer Jakob Heilmann zusammen mit Wilhelm von Finck, Mitinhaber des Bankhauses Merck Finck & Co und Johannes Kaempf, Vorstandsmitglied der Bank für Handel und Industrie, der späteren Danat-Bank, gegründet worden war.
Der Betreiber des Kraftwerks ist die Uniper Kraftwerke GmbH (früher die E.ON Wasserkraft).
Seit Dezember 2022 gehört die Gesellschaft als Teil der Uniper Holding GmbH als indirekte Folge des russischen Überfalls auf die Ukraine zu 99,12 % dem deutschen Staat.

## Bildergalerie

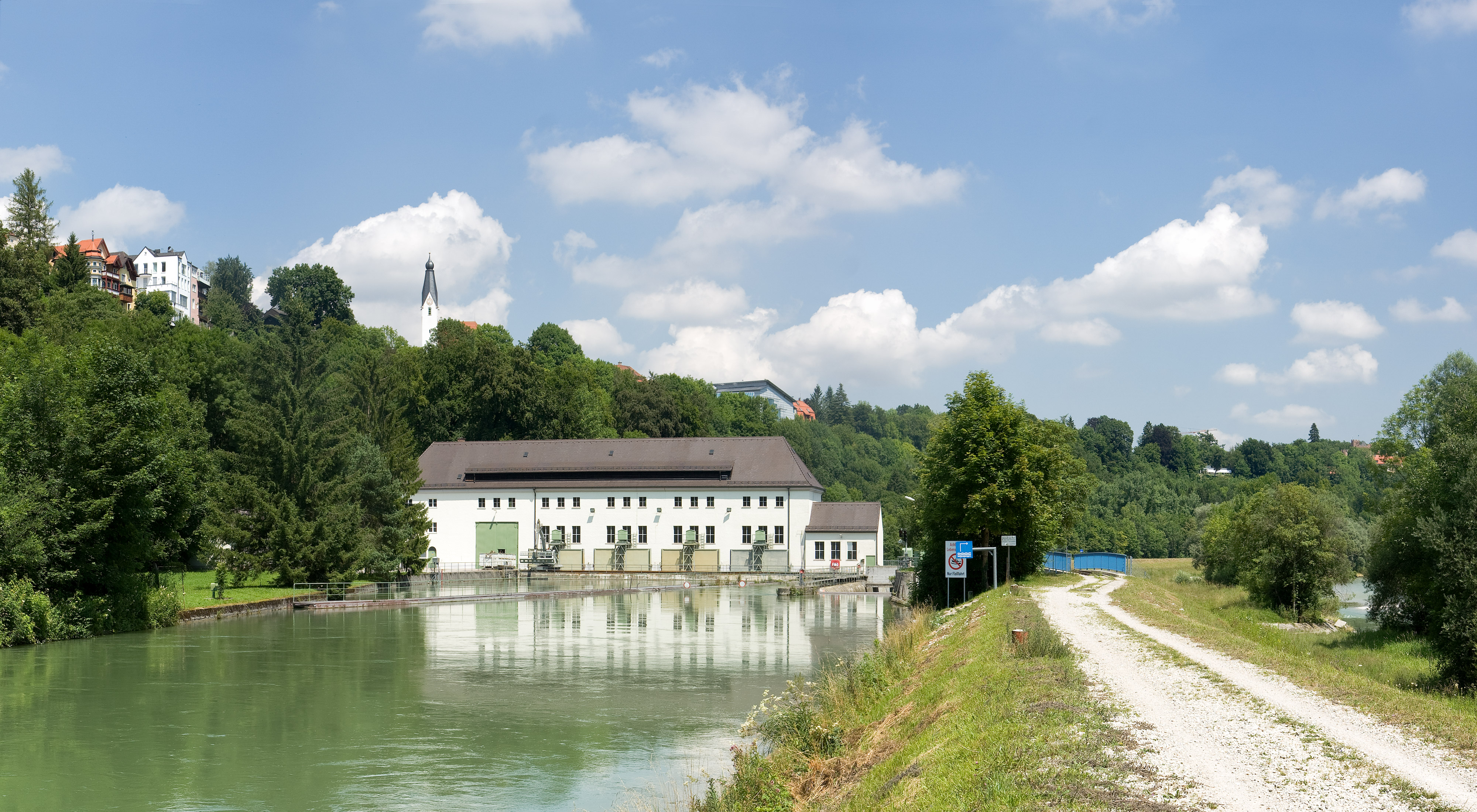
Der Zulauf an der Südseite; rechts der Damm zwischen Kanal und Isar
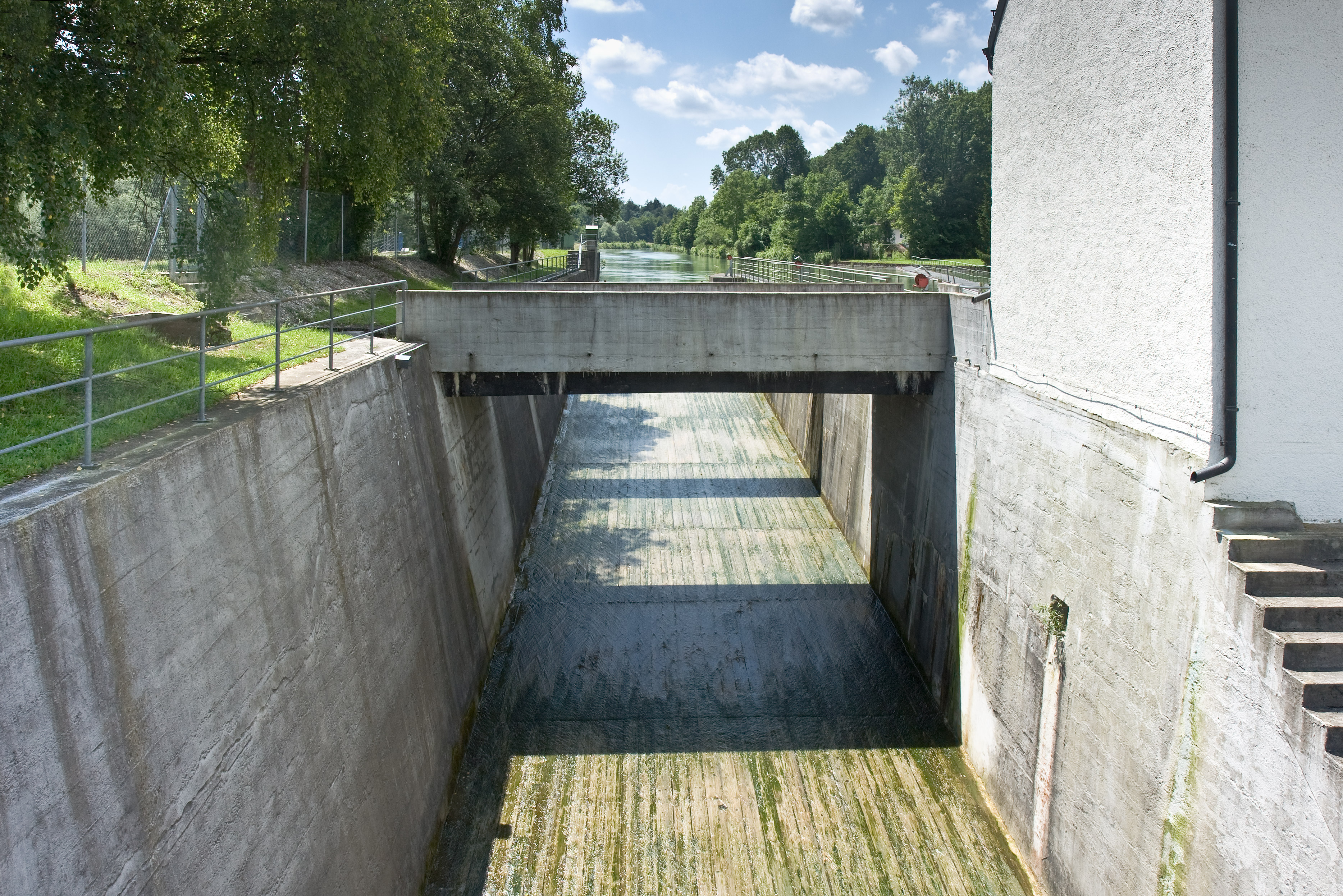
Floßrutsche